# Долгое (озеро, Андреапольский район)
Долгое — озеро на западе Тверской области России, расположено на территории Андреапольского района. Принадлежит бассейну Западной Двины.
Находится в 36 км к северо-западу от города Андреаполь. Лежит на высоте примерно 248 метра над уровнем моря.
Вытянуто с севера на юг. Длина около 2 км, ширина до 0,46 км. Площадь водного зеркала — 0,7 км². Протяжённость береговой линии — более 4,8 км.
К бассейну Долгого относится расположенное к югу озеро Круглое. Сток осуществляется в озеро Каменное.
На южном берегу озера расположены деревни Ососово и Крест.